# Wilhelm von Hornumb
Wilhelm von Hornumb, auch Wilhelm von Hornum oder Wilhelm von Hornung(* vor 1630; † 1685 in Rosenthal (Hessen)) war ein deutscher Kavallerie-Offizier in schwedischen, Braunschweig-Lüneburger und zuletzt Hessen-Kasseler Diensten.

## Militärische Laufbahn

### Schwedischer und Braunschweiger Dienst
Hornumb entstammte dem niederadeligen Geschlecht der Herren von Horrem genannt Schramm, die vom Niederrhein stammten. Er heiratete vor 1651 Helena Clauer zu Wohra und in zweiter Ehe 1572 Anna Ursula von Friesen. Im Zuge seiner ersten Heirat nahm er seinen Wohnsitz auf einem Clauerschen Gut in Rosenthal im heutigen Landkreis Waldeck-Frankenberg. Von 1651 bis 1664 diente er in schwedischen Kavallerie-Regimentern, 1651–1655 als Leutnant, ab 1659/60 als Major. 1670/71 soll er in Braunschweig-Lüneburger Diensten gestanden haben.

### Hessen-Kasseler Kavallerie
Im Jahre 1672 ließ die Landgrafenwitwe und Regentin von Hessen-Kassel, Hedwig Sophie von Brandenburg (1623–1683), Schwester des Großen Kurfürsten Friedrich Wilhelm von Brandenburg, durch den nun in hessischem Dienst stehenden Major von Hornumb drei Kompanien Reiter anwerben, die somit die erste stehende Kavallerieeinheit der Landgrafschaft und der Grundstock des ersten Kasseler Kavallerie-Regiments waren. Im Juli 1676 zog von Hornumb mit diesen Reitern und einer zusätzlich formierten vierten Kompanie, insgesamt 75 Offiziere, Unteroffiziere und Mann pro Kompanie, gemeinsam mit in diesem Jahr von der Regentin aufgestellten acht Kompanien Fußsoldaten (1000 Mann) unter Oberst Johann zur Brüggen zur Reichsarmee bei Philippsburg am Rhein, um sich an der Belagerung der Franzosen in der Festung Philippsburg zu beteiligen. Philippsburg kapitulierte am 17. September 1676.
Bereits im Frühjahr des folgenden Jahres mobilisierten die Regentin und ihr Sohn, der ab August 1677 selbst regierende Landgraf Karl, die Hornumbschen Reiter und ein Regiment Infanterie unter Oberst Johann ufm Keller zur Unterstützung von Karls Onkel, dem Kurfürsten Friedrich Wilhelm von Brandenburg, und von Karls Schwager, König Christian V. von Dänemark und Norwegen, in deren Krieg mit Schweden. Die Truppen – 1600 Infanteristen und vier Kompanien Kavallerie – marschierten am 31. Mai 1677 aus Kassel ab und trafen am 13. Juli in Schonen ein. Das Kontingent Reiter, insgesamt 302 Mann, unter dem inzwischen zum Obristleutnant beförderten Hornumb, wurde zwar nicht ausdrücklich als Regiment deklariert, hatte aber einen Regimentsquartiermeister und einen Adjutanten und wurde später inoffiziell als „Regiment Carabiniers“ bezeichnet. Ob es sich bei dem Teil der hessischen Truppen, der bereits am 14. Juli 1677 an der von Dänemark verlorenen Schlacht bei Landskrona am linken Flügel der dänischen Schlachtordnung beteiligt war, ganz oder teilweise um Hornumbsche Reiter handelte, ist nicht bekannt.

Aufstellung der schwedischen, dänischen, brandenburgischen, hessischen und kaiserlichen Truppen in der Schlacht von Warksow; zeitgenössische Darstellung

Die hessischen Truppen landeten dann am 17. September 1677 mit König Christian V. und als Teil eines 4200 Mann zählenden Heers auf Rügen. Dort nahmen sie am 18. Januar 1678 an der für die dänische Seite katastrophal ausgegangenen Schlacht bei Warksow teil. In der Schlacht fielen etwa 400 Mann der Verbündeten, und nahezu alle Überlebenden (darunter 58 Offiziere) gerieten nach der Schlacht und in den Folgetagen in schwedische Gefangenschaft oder traten unter Zwang in schwedischen Dienst. Unter den Gefangenen waren auch Wilhelm von Hornumb und sein Sohn, der Kornett Hans Erich. Beide wurden, wie nahezu alle Offiziere und ein Teil der Soldaten, gegen Zahlung von Lösegeld 1678 freigelassen.
Hornumbs Regiment wurde wegen seiner hohen Verluste im Jahre 1679 „reduziert“ und er selbst wurde 1680 auf Wartegeld gestellt. Sein Nachfolger als Kommandeur des dann wieder aufgefrischten Regiments wurde 1683 zunächst Oberst von Wilke, dann noch im gleichen Jahr Philipp Adolph Rau zu Holzhausen. Wilhelm von Hornumb starb im April 1685 und wurde am 15. April des Jahres in Rosenthal bestattet.